# Pamětní medaile 100. výročí Transsibiřské magistrály
Pamětní medaile 100. výročí Transsibiřské magistrály (rusky Юбилейная медаль «100 лет Транссибирской магистрали») byla pamětní medaile Ruské federace založená roku 2001.

## Historie a pravidla udílení
Medaile byla založena dekretem prezidenta Ruské federace č. 777 ze dne 27. června 2001. Medaile byla udílena pracovníkům železnice, kteří v oboru pracovali minimálně dvacet let a dalším občanům, kteří významně přispěli k rozvoji Transsibiřské magistrály. Medaile se nosí nalevo na hrudi. Ze systému státních vyznamenání Ruské federace byla vyřazena dekretem prezidenta Ruské federace č. 1099 ze dne 7. září 2010. Nadále již není udílena.

## Popis medaile
Medaile pravidelného kulatého tvaru o průměru 32 mm je vyrobena z alpaky. Na přední straně je vyobrazena lokomotiva s vagony. Nad vlakem je znak Sibiře. Při vnějším horním okraji medaile je nápis v cyrilici 100 лет Транссибирской магистрали. Na zadní straně jsou uprostřed medaile dva letopočty 1901 a 2001. Mezi nimi je kladivo zkřížené s francouzským klíčem. Všechny obrázky a nápisy jsou konvexní. Vnější okraj medaile je vystouplý.
Medaile je připojena pomocí jednoduchého kroužku ke kovové destičce ve tvaru pětiúhelníku potažené hedvábnou stuhou z moaré širokou 24 mm. Stuha se skládá ze tří stejně širokých pruhů v barvě zelené, černé a bílé.